# Lijst van gemeentelijke monumenten in Den Haag/Voorhout
De buurt Voorhout in de wijk Centrum van Den Haag kent 102 gemeentelijke monumenten; hieronder een overzicht.
| Object | Bouwjaar   | Architect                      | Locatie                                 | Coördinaten                  | Nr.        | Afbeelding |
| --- | ---------- | ------------------------------ | --------------------------------------- | ---------------------------- | ---------- | --- |
| Pand in art-nouveaustijl | 1903       |                                | Casuariestraat 43 t/m 49                | 52° 4' 55" NB, 4° 19' 6" OL  | 0518/WN236 | Upload foto |
| Houten winkelpui oorspronkelijk behorende bij sigarenmagazijn J. van Thuyl                                                                                    | 1897       |                                | Denneweg 19-19a                         | 52° 5' 7" NB, 4° 18' 45" OL  | 0518/      | Houten winkelpui oorspronkelijk behorende bij sigarenmagazijn J. van Thuyl                                                                                   |
| Het Lissabon | circa 1770 | Zodaer, A.Th.                  | Denneweg 34 t/m 42                      | 52° 5' 5" NB, 4° 18' 47" OL  | 0518/WN243 | Meer afbeeldingen |
| Pand met achterhuis van drie bouwlagen met gepleisterde lijstgevel ter breedte van drie traveeën                                                              | 18e-eeuws  |                                | Denneweg 45 en 45a                      | 52° 5' 9" NB, 4° 18' 44" OL  | 0518/WN244 | Pand met achterhuis van drie bouwlagen met gepleisterde lijstgevel ter breedte van drie traveeën                                                             |
| Pand ter breedte van vijf vensterassen met bakstenen lijstgevel                                                                                               | 1750-1799  | Falkenburg, L.J.               | Denneweg 126 t/m 126b                   | 52° 5' 9" NB, 4° 18' 43" OL  | 0518/WN240 | Pand ter breedte van vijf vensterassen met bakstenen lijstgevel                                                                                              |
| Pand bestaande uit drie bouwlagen met bakstenen lijstgevel ter breedte van twee vensterassen                                                                  | 18e-eeuws  |                                | Denneweg 136                            | 52° 5' 10" NB, 4° 18' 42" OL | 0518/WN241 | Upload foto |
| Hofje van Kuypers | 1773       | Zodaer, A.Th.                  | Denneweg 144 t/m 176                    | 52° 5' 10" NB, 4° 18' 41" OL | 0518/WN242 | Upload foto |
| De vergulde gripende valck | 18e-eeuws  |                                | Hartogstraat 1, Noordeinde 9            | 52° 4' 48" NB, 4° 18' 31" OL | 0518/WN259 | Upload foto |
| Woonhuis in eclectische stijl | 1850-1875  |                                | Hartogstraat 7a                         | 52° 4' 49" NB, 4° 18' 32" OL | 0518/WN260 | Upload foto |
| Herenhuis in neoclassicistische stijl | 1898       |                                | Herengracht 2 / Bleijenburg 62 t/m 86   | 52° 4' 50" NB, 4° 19' 5" OL  | 0518/WN266 | Herenhuis in neoclassicistische stijl |
| Pand van drie bouwlagen met geblokt gepleisterde vier-assige lijstgevel in eclectische stijl                                                                  | 1850-1875  |                                | Hoge Nieuwstraat 30                     | 52° 4' 54" NB, 4° 18' 47" OL | 0518/WN267 | Upload foto |
| Pand van drie bouwlagen met geblokt gepleisterde drie-assige lijstgevel in eclectische stijl                                                                  | 1850-1875  |                                | Hoge Nieuwstraat 32                     | 52° 4' 54" NB, 4° 18' 48" OL | 0518/WN268 | Pand van drie bouwlagen met geblokt gepleisterde drie-assige lijstgevel in eclectische stijl                                                                 |
| Pand, bestaande uit parterre, twee verdiepingen en kapverdieping met hoog opgetrokken en in blokken gepleisterde twee-assige lijstgevel in eclectische stijl  | 1800-1850  |                                | Hoge Nieuwstraat 34                     | 52° 4' 54" NB, 4° 18' 48" OL | 0518/WN269 | Pand, bestaande uit parterre, twee verdiepingen en kapverdieping met hoog opgetrokken en in blokken gepleisterde twee-assige lijstgevel in eclectische stijl |
| Pand van vier bouwlagen met geblokt gepleisterde vier-assige lijstgevel in eclectische stijl                                                                  | 1850-1875  |                                | Hoge Nieuwstraat 36 en 38               | 52° 4' 54" NB, 4° 18' 48" OL | 0518/WN270 | Pand van vier bouwlagen met geblokt gepleisterde vier-assige lijstgevel in eclectische stijl                                                                 |
| Pand van vier bouwlagen met gepleisterde twee-assige lijstgevel in eclectische stijl                                                                          | 1850-1875  |                                | Hoge Nieuwstraat 40                     | 52° 4' 54" NB, 4° 18' 48" OL | 0518/WN271 | Pand van vier bouwlagen met gepleisterde twee-assige lijstgevel in eclectische stijl                                                                         |
| Pand ter breedte van drie vensterassen, bestaande uit parterre en twee verdiepingen in art-nouveaustijl                                                       | 1904       | Wolf, L.A.H. de                | Hoogstraat 9 en 9a                      | 52° 4' 43" NB, 4° 18' 33" OL | 0518/WN278 | Upload foto |
| Pand ter breedte van twee vensterassen, bestaande uit parterre, twee ver diepingen en zolderverdieping                                                        | 18e-eeuws  |                                | Hoogstraat 21                           | 52° 4' 44" NB, 4° 18' 32" OL | 0518/WN272 | Upload foto |
| Pand ter breedte van drie vensterassen, bestaande uit parterre en twee verdiepingen                                                                           | circa 1850 |                                | Hoogstraat 25 en 25a                    | 52° 4' 48" NB, 4° 18' 32" OL | 0518/WN273 | Upload foto |
| Pand ter breedte van twee vensterassen, bestaande uit parterre en twee verdiepingen met zolderverdieping                                                      | 1875-1899  |                                | Hoogstraat 39                           | 52° 4' 46" NB, 4° 18' 32" OL | 0518/WN276 | Upload foto |
| Pand bestaande uit parterre met twee verdieping in neo-renaissancestijl                                                                                       | 1875-1899  |                                | Hoogstraat 41                           | 52° 4' 46" NB, 4° 18' 31" OL | 0518/WN277 | Upload foto |
| Blok van drie gepleisterde huisen in eclectische stijl | circa 1860 | Swijser, J.P.C.                | Kazernestraat 64 t/m 68f                | 52° 5' 1" NB, 4° 18' 44" OL  | 0518/WN280 | Upload foto |
| Pand bestaande uit drie bouwlagen met door pannen gedekt schilddak waarvan de nok loodrecht staat op de straat                                                | circa 1750 |                                | Kettingstraat 23, Achterom 38           | 52° 4' 40" NB, 4° 18' 38" OL | 0518/WN916 | Upload foto |
| Pand, bestaande uit parterre, verdieping en dwars zadeldak met pannen gedekt, waarin een dakkapel met zesruitsvenster                                         | 17e-eeuws  |                                | Kettingstraat 23a, Achterom 40          | 52° 4' 40" NB, 4° 18' 38" OL | 0518/WN212 | Upload foto |
| Pand bestaande uit parterre en twee verdiepingen onder met pannen gedekt schilddak                                                                            | 17e-eeuws  |                                | Kettingstraat 25a, Achterom 44          | 52° 4' 40" NB, 4° 18' 40" OL | 0518/WN214 | Upload foto |
| De Goede Bron in art-nouveaustijl | 1903       | Bosboom, J.W.                  | Kettingstraat 29 - 31                   | 52° 4' 41" NB, 4° 18' 37" OL | 0518/WN281 | Upload foto |
| Winkel-woonhuis in neo-renaissancestijl |            |                                | Korte Poten 2 - 2c                      | 52° 4' 47" NB, 4° 19' 1" OL  | 0518/WN923 | Upload foto |
| Pand op rechthoekige plattegrond, bestaande uit vier bouwlagen onder een kapverdieping                                                                        | 18e-eeuws  |                                | Korte Poten 4                           | 52° 4' 47" NB, 4° 19' 1" OL  | 0518/WN924 | Upload foto |
| Pand op rechthoekige plattegrond, bestaande uit drie bouwlagen onder een kapverdieping                                                                        | 18e-eeuws  |                                | Korte Poten 10                          | 52° 4' 48" NB, 4° 19' 2" OL  | 0518/WN929 | Upload foto |
| Winkel-woonpand op rechthoekige plattegrond van drie bouwlagen onder een kapverdieping                                                                        | 19e-eeuws  |                                | Korte Poten 14 en 16                    | 52° 4' 48" NB, 4° 19' 2" OL  | 0518/WN930 | Upload foto |
| Pand op rechthoekige plattegrond, bestaande uit drie bouwlagen onder een kapverdieping                                                                        | 18e-eeuws  |                                | Korte Poten 18 -18a                     | 52° 4' 48" NB, 4° 19' 2" OL  | 0518/WN936 | Upload foto |
| Pand op rechthoekige plattegrond, bestaande uit drie bouwlagen onder een kapverdieping                                                                        | 17e-eeuws  |                                | Korte Poten 20                          | 52° 4' 48" NB, 4° 19' 2" OL  | 0518/WN937 | Upload foto |
| Pand op rechthoekige plattegrond, bestaande uit drie bouwlagen onder een plat dak                                                                             | 18e-eeuws  |                                | Korte Poten 20a                         | 52° 4' 48" NB, 4° 19' 2" OL  | 0518/WN938 | Upload foto |
| Hoekpand op rechthoekige plattegrond, bestaande uit drie bouwlagen onder een kap in art-nouveaustijl                                                          | 18e-eeuws  |                                | Korte Poten 22 - Apendans 5,7,11        | 52° 4' 48" NB, 4° 19' 3" OL  | 0518/WN939 | Upload foto |
| Pand | 18e-eeuws  |                                | Korte Poten 24/26 Apendans 4            | 52° 4' 48" NB, 4° 19' 3" OL  | 0518/WN290 | Pand |
| Winkel-woonpand in rijke eclectische architectuur bestaande uit drie bouwlagen onder een kap                                                                  | circa 1875 |                                | Korte Poten 28 t/m 28c                  | 52° 4' 48" NB, 4° 19' 3" OL  | 0518/WN940 | Upload foto |
| Twee vensterassen breed winkel-woonpand op langgerekte, rechthoekige plattegrond met een rijke eclectische bakstenen voorgevel                                | circa 1875 |                                | Korte Poten 30                          | 52° 4' 49" NB, 4° 19' 4" OL  | 0518/WN946 | Upload foto |
| Woonhuis | 17e-eeuws  |                                | Korte Poten 32                          | 52° 4' 49" NB, 4° 19' 4" OL  | 0518/WN947 | Upload foto |
| Winkel-woonpand op rechthoekige plattegrond van drie bouwlagen onder een kapverdieping                                                                        | 19e-eeuws  |                                | Korte Poten 36 - 36a                    | 52° 4' 49" NB, 4° 19' 4" OL  | 0518/WN948 | Upload foto |
| Winkel-woonhuis in art-nouveaustijl | circa 1910 |                                | Korte Poten 40                          | 52° 4' 49" NB, 4° 19' 5" OL  | 0518/WN950 | Upload foto |
| Drie vensterassen breed winkel-woonpand op langgerekte, rechthoekige plattegrond met een eclectische bakstenen voorgevel                                      | circa 1870 |                                | Korte Poten 42 - 42a - 42b              | 52° 4' 49" NB, 4° 19' 5" OL  | 0518/WN951 | Upload foto |
| Woon-winkelhuis in Delftse School-stijl | 1920       | Kropholler, A.J.               | Korte Poten 46, Bleijenburg 35/37       | 52° 4' 49" NB, 4° 19' 5" OL  | 0518/WN561 | Woon-winkelhuis in Delftse School-stijl |
| Trafozuil | circa 1910 |                                | Korte Voorhout / Schouwburgstraat       | 52° 4' 53" NB, 4° 18' 51" OL | 0518/WN291 | Trafozuil |
| Pand ter breedte van vijf en ter diepte van vier vensterassen, bestaande uit parterre, twee verdiepingen en omlopend schilddak art nouveau, eclectische stijl | 18e-eeuws  |                                | Lange Houtstraat 9                      | 52° 4' 52" NB, 4° 18' 57" OL | 0518/WN303 | Upload foto |
| Pand, ter breedte van vier vensterassen en bestaande uit drie bouwlagen met dwars schilddak waarin een dakkapel                                               | 1800-1850  |                                | Lange Houtstraat 23 en 23a              | 52° 4' 54" NB, 4° 18' 55" OL | 0518/WN301 | Upload foto |
| Huis met een gecementeerde lijstgevel | 1800-1850  |                                | Lange Houtstraat 25                     | 52° 4' 54" NB, 4° 18' 55" OL | 0518/WN302 | Upload foto |
| Kantoorgebouw gebouwd voor de verzekeringsmaatschappij “De Zeven Provinciën” in wederopbouw stijl                                                             | 1954; 1960 | Eschauzier, F.A.               | Lange Voorhout 3                        | 52° 4' 53" NB, 4° 18' 35" OL | 0518/WN953 | Meer afbeeldingen |
| Pand met achterhuis bestaande uit drie bouwlagen onder een afgeknot schilddak en met een lijstgevel ter breedte van twee vensterassen in eclectische stijl    | 1875-1899  |                                | Lange Voorhout 94                       | 52° 4' 58" NB, 4° 18' 53" OL | 0518/WN307 | Pand met achterhuis bestaande uit drie bouwlagen onder een afgeknot schilddak en met een lijstgevel ter breedte van twee vensterassen in eclectische stijl   |
| Dubbelbank | 1850-1899  |                                | Lange Voorhout                          | 52° 4' 54" NB, 4° 18' 35" OL | 0518/WN304 | Dubbelbank |
| Trafozuil | circa 1910 |                                | Lange Voorhout                          | 52° 4' 55" NB, 4° 18' 49" OL | 0518/WN305 | Trafozuil |
| Woonhuis in eclectische stijl | 1850-1875  |                                | Nieuwe Schoolstraat 2a                  | 52° 5' 2" NB, 4° 18' 43" OL  | 0518/WN327 | Upload foto |
| Woonhuis in sobere eclectische stijl | 1850-1875  |                                | Nieuwe Schoolstraat 4                   | 52° 5' 2" NB, 4° 18' 43" OL  | 0518/WN328 | Woonhuis in sobere eclectische stijl |
| Woonhuis in sobere eclectische stijl | 1850-1875  |                                | Nieuwe Schoolstraat 6 en 6a             | 52° 5' 2" NB, 4° 18' 42" OL  | 0518/WN329 | Woonhuis in sobere eclectische stijl |
| Woonhuis in sobere eclectische stijl | 1850-1875  |                                | Nieuwe Schoolstraat 8                   | 52° 5' 2" NB, 4° 18' 42" OL  | 0518/WN330 | Woonhuis in sobere eclectische stijl |
| Woonhuis in sobere eclectische stijl | 1850-1875  |                                | Nieuwe Schoolstraat 10                  | 52° 5' 3" NB, 4° 18' 42" OL  | 0518/WN326 | Woonhuis in sobere eclectische stijl |
| Hofje | 1875-1899  |                                | Nieuwe Schoolstraat 97 t/m 103          | 52° 5' 10" NB, 4° 18' 41" OL | 0518/WN331 | Upload foto |
| Pand ter breedte van vijf vensterassen, bestaande uit parterre en twee verdiepingen in neo-renaissance stijl                                                  | 1888       |                                | Noordeinde 18 en 18a                    | 52° 4' 50" NB, 4° 18' 35" OL | 0518/WN342 | Pand ter breedte van vijf vensterassen, bestaande uit parterre en twee verdiepingen in neo-renaissance stijl                                                 |
| Pand met verdieping ter breedte van twee vensterassen | 18e-eeuws  |                                | Noordeinde 19                           | 52° 4' 48" NB, 4° 18' 29" OL | 0518/WN343 | Upload foto |
| Herenhuis ter breedte van vier vensterassen bestaande uit souterrain, parterre en twee verdiepingen in Neo-Lodewijk XIV stijl                                 | 1850-1875  |                                | Noordeinde 35                           | 52° 4' 53" NB, 4° 18' 24" OL | 0518/WN347 | Upload foto |
| Pand ter breedte van drie vensterassen, bestaande uit souterrain, belétage en twee verdiepingen in Neo-Lodewijk XIV stijl                                     | 1850-1875  |                                | Noordeinde 37                           | 52° 4' 54" NB, 4° 18' 24" OL | 0518/WN348 | Upload foto |
| Pand ter breedte van vier vensterassen, bestaande uit parterre en twee verdiepingen met schilddak, evenwijdig aan de straat in neo-renaissance stijl          | 1884       |                                | Noordeinde 39 en 39a                    | 52° 4' 54" NB, 4° 18' 24" OL | 0518/WN350 | Upload foto |
| Pand ter breedte van drie vensterassen, bestaande uit parterre en twee verdiepingen in eclectische stijl                                                      | 1850-1875  |                                | Noordeinde 75                           | 52° 4' 56" NB, 4° 18' 22" OL | 0518/WN356 | Upload foto |
| Pand | 1850-1875  |                                | Noordeinde 85                           | 52° 4' 57" NB, 4° 18' 22" OL | 0518/WN357 | Upload foto |
| Pand van drie bouwlagen met een schilddak | 1750-1775  |                                | Noordeinde 91 t/m 91c                   | 52° 4' 57" NB, 4° 18' 20" OL | 0518/WN358 | Upload foto |
| Pand, bestaande uit drie bouwlagen met zadeldak | 1600-1650  |                                | Noordeinde 198 en 198a                  | 52° 5' 1" NB, 4° 18' 16" OL  | 0518/WN344 | Upload foto |
| Pand bestaande uit drie bouwlagen en drie schilddaken met dwars voordak                                                                                       | 1725-1750  |                                | Noordeinde 202 en 204                   | 52° 5' 1" NB, 4° 18' 16" OL  | 0518/WN346 | Upload foto |
| Herenhuis in eclectische trant | circa 1870 |                                | Oranjestraat 9                          | 52° 4' 58" NB, 4° 18' 24" OL | 0518/WN363 | Upload foto |
| Voormalig herenhuis in eclectische stijl | circa 1870 |                                | Oranjestraat 11                         | 52° 4' 58" NB, 4° 18' 26" OL | 0518/WN360 | Upload foto |
| Voormalig herenhuis in eclectische stijl ter breedte van vier vensterassen, bestaande uit lage parterre, belétage, verdieping en kapverdieping                | circa 1875 |                                | Parkstraat 2                            | 52° 4' 57" NB, 4° 18' 30" OL | 0518/WN376 | Upload foto |
| Drie voormalige herenhuizen in eclectische trant elk ter breedte van vier vensterassen, waarvan een als risaliet is behandeld en bestaande uit drie bouwlagen | circa 1875 |                                | Parkstraat 6 en 8                       | 52° 4' 57" NB, 4° 18' 30" OL | 0518/WN379 | Upload foto |
| Gevel in eclectische stijl | circa 1875 |                                | Parkstraat 10                           | 52° 4' 58" NB, 4° 18' 30" OL | 0518/WN375 | Upload foto |
| Drie samengetrokken herenhuizen in eclectische stijl | circa 1877 | Delia, J.J.                    | Parkstraat 20                           | 52° 4' 60" NB, 4° 18' 28" OL | 0518/WN377 | Upload foto |
| Pand in eclectische stijl | 1909       |                                | Parkstraat 38                           | 52° 5' 3" NB, 4° 18' 24" OL  | 0518/WN378 | Upload foto |
| Herenhuis in overgangsarchitectuur stijl | 1905       | Mutters, J.                    | Parkstraat 93                           | 52° 5' 1" NB, 4° 18' 28" OL  | 0518/WN380 | Upload foto |
| Winkelhuis in art-nouveaustijl | 1902       | Wolf, L.A.H. de                | Plaats 21 en 23                         | 52° 4' 47" NB, 4° 18' 35" OL | 0518/WN391 | Upload foto |
| Pand met gepleisterde lijstgevel | 1801-1849  |                                | Plaats 22                               | 52° 4' 48" NB, 4° 18' 34" OL | 0518/WN392 | Upload foto |
| Winkel-woonhuis in overgangsarchitectuur stijl | 1905       |                                | Plaats 29 t/m 31a                       | 52° 4' 47" NB, 4° 18' 36" OL | 0518/WN393 | Upload foto |
| Aan drie zijden vrijgelegen, witgepleisterd pand in eclectische stijl                                                                                         | 1875-1899  |                                | Spuistraat 2                            | 52° 4' 37" NB, 4° 18' 38" OL | 0518/WN442 | Upload foto |
| Winkel-woonpand op rechthoekige plattegrond van drie lagen onder een kapverdieping in neo-renaissance stijl                                                   | circa 1880 |                                | Spuistraat 8                            | 52° 4' 38" NB, 4° 18' 40" OL | 0518/WN463 | Upload foto |
| Voormalig meubel- en tapijtmagazijn van de firma Gescher en Kemper in art-decostijl                                                                           | 1918       | Duynstee, J.                   | Spuistraat 10                           | 52° 4' 38" NB, 4° 18' 40" OL | 0518/WN435 | Upload foto |
| Twee winkel-woonhuizen in rijke neo-renaissance | 1892       | Meijer, K, Rademaker, H.E.M.   | Spuistraat 12 en 12a                    | 52° 4' 38" NB, 4° 18' 41" OL | 0518/WN437 | Upload foto |
| Winkel-woonhuis in rijke neo-renaissancestijl | 1892       | Meijer, K, Rademaker, H.E.M.   | Spuistraat 14 en 14a                    | 52° 4' 39" NB, 4° 18' 41" OL | 0518/WN439 | Upload foto |
| Voormalig Hotel Victoria in art-nouveaustijl | 1906       | Zwart, M.A. de                 | Spuistraat 16                           | 52° 4' 39" NB, 4° 18' 42" OL | 0518/WN440 | Upload foto |
| Smal, opvallend langgerekt winkel-woonhuis in neo-renaissance stijl                                                                                           | 1902       | Latour, J.P.J.                 | Spuistraat 40, Achterom 73a en 73b      | 52° 4' 40" NB, 4° 18' 45" OL | 0518/WN918 | Upload foto |
| Winkel-woonhuis in neo-renaissance-stijl | circa 1890 |                                | Spuistraat 42, Achterom 75              | 52° 4' 40" NB, 4° 18' 45" OL | 0518/WN917 | Upload foto |
| Pand op rechthoekige plattegrond, bestaande uit drie bouwlagen onder een kapverdieping                                                                        | 18e-eeuws  |                                | Spuistraat 48                           | 52° 4' 41" NB, 4° 18' 46" OL | 0518/WN451 | Upload foto |
| Pand op rechthoekige plattegrond, bestaande uit drie bouwlagen onder een plat dak                                                                             | 18e-eeuws  |                                | Spuistraat 50                           | 52° 4' 41" NB, 4° 18' 46" OL | 0518/WN453 | Upload foto |
| Pand in art-decostijl bestaande uit drie bouwlagen onder een plat dak                                                                                         | 1938       |                                | Spuistraat 56 en 58                     | 52° 4' 41" NB, 4° 18' 46" OL | 0518/WN456 | Upload foto |
| Pand met ingezwenkte lijstgevel op rechthoekige plattegrond, bestaande uit twee bouwlagen en een kapverdieping                                                | 1700       |                                | Spuistraat 64                           | 52° 4' 41" NB, 4° 18' 47" OL | 0518/WN458 | Upload foto |
| Pand op rechthoekige plattegrond, bestaande uit drie bouwlagen onder een met pannen gedekte kap met de nok in eclectische stijl                               | circa 1875 |                                | Spuistraat 70                           | 52° 4' 42" NB, 4° 18' 48" OL | 0518/WN462 | Upload foto |
| Trafozuil | circa 1910 |                                | Tournooiveld                            | 52° 4' 53" NB, 4° 18' 49" OL | 0518/WN474 | Trafozuil |
| Aan twee zijden vrij gelegen pand uit drie bouwlagen onder kap                                                                                                | 19e-eeuws  | Gort, J.J.                     | Venestraat 2 - Dagelijkse Groenmarkt 21 | 52° 4' 41" NB, 4° 18' 34" OL | 0518/WN478 | Aan twee zijden vrij gelegen pand uit drie bouwlagen onder kap                                                                                               |
| Pand op rechthoekige plattegrond, bestaande uit drie bouwlagen onder een kapverdieping                                                                        | 18e-eeuws  |                                | Venestraat 2a                           | 52° 4' 41" NB, 4° 18' 34" OL | 0518/WN482 | Pand op rechthoekige plattegrond, bestaande uit drie bouwlagen onder een kapverdieping                                                                       |
| Winkelmagazijn in Um 1800-bewegung stijl | 1913       | Jacot, A.                      | Venestraat 4 en 8                       | 52° 4' 40" NB, 4° 18' 34" OL | 0518/WN487 | Upload foto |
| Aan twee zijden vrij gelegen pand in eclectische stijl | circa 1860 |                                | Venestraat 26                           | 52° 4' 39" NB, 4° 18' 35" OL | 0518/WN479 | Aan twee zijden vrij gelegen pand in eclectische stijl |
| Winkel-woonhuis in overgangsarchitectuur stijl | circa 1905 |                                | Venestraat 28                           | 52° 4' 39" NB, 4° 18' 36" OL | 0518/WN480 | Winkel-woonhuis in overgangsarchitectuur stijl |
| Winkelpand in art-decostijl | 1927       | Braningen, Th. van, Simons, L. | Venestraat 36 t/m 48                    | 52° 4' 38" NB, 4° 18' 36" OL | 0518/WN485 | Winkelpand in art-decostijl |
| Winkel-woonhuis in neorenaissancestijl en art-nouveau | circa 1900 | Mussert, A.A.                  | Venestraat 43                           | 52° 4' 38" NB, 4° 18' 37" OL | 0518/WN489 | Winkel-woonhuis in neorenaissancestijl en art-nouveau |
| Pand op rechthoekige plattegrond, bestaande uit drie bouwlagen onder een kapverdieping                                                                        | 18e-eeuws  |                                | Venestraat 50                           | 52° 4' 38" NB, 4° 18' 37" OL | 0518/WN491 | Upload foto |
| Pand op rechthoekige plattegrond, bestaande uit drie bouwlagen onder een kapverdieping                                                                        | 18e-eeuws  |                                | Venestraat 52                           | 52° 4' 38" NB, 4° 18' 37" OL | 0518/WN492 | Pand op rechthoekige plattegrond, bestaande uit drie bouwlagen onder een kapverdieping                                                                       |
| Pastorie van de kerk van de H. Jacobus de Meerdere in neo-renaissance stijl                                                                                   | 1877-1878  | Cuypers, P.J.H.                | Willemstraat 60                         | 52° 5' 1" NB, 4° 18' 34" OL  | 0518/WN552 | Pastorie van de kerk van de H. Jacobus de Meerdere in neo-renaissance stijl                                                                                  |
| Pand met sobere lijstgevel in traditionele, laat-neoclassicistische stijl                                                                                     | circa 1860 |                                | Willemstraat 88                         | 52° 5' 3" NB, 4° 18' 32" OL  | 0518/WN553 | Upload foto |
| Pand met vijf vensterassen brede ten opzichte van de belendingen licht risalerende, lijstgevel in tradionele, laat-neoclassicistische stijl                   | circa 1860 | Swijser, J.P.C.                | Willemstraat 90                         | 52° 5' 3" NB, 4° 18' 32" OL  | 0518/WN554 | Upload foto |
| Pand met sobere lijstgevel in traditionele, laat-neoclassicistische stijl                                                                                     | circa 1860 |                                | Willemstraat 92                         | 52° 5' 4" NB, 4° 18' 31" OL  | 0518/WN555 | Upload foto |